# Komárovce
Komárovce es un municipio del distrito de Košice-okolie en la región de Košice, Eslovaquia, con una población estimada a final del año 2024 de 422 habitantes.
Se encuentra ubicado en el centro de la región, en la cuenca hidrográfica del río Sajó (afluente derecho del Tisza) y cerca de la frontera con la región de Prešov y con Hungría.

## Demografía
| Año        | 1994 | 2004     | 2014    | 2024     |
| ---------- | ---- | -------- | ------- | -------- |
| Población  | 440  | 393      | 378     | 422      |
| Diferencia |      | −10,68 % | −3,81 % | +11,64 % |

| Año        | 2023 | 2024    |
| ---------- | ---- | ------- |
| Población  | 412  | 422     |
| Diferencia |      | +2,42 % |